# Julie Bresset
Pour les articles homonymes, voir Bresset.

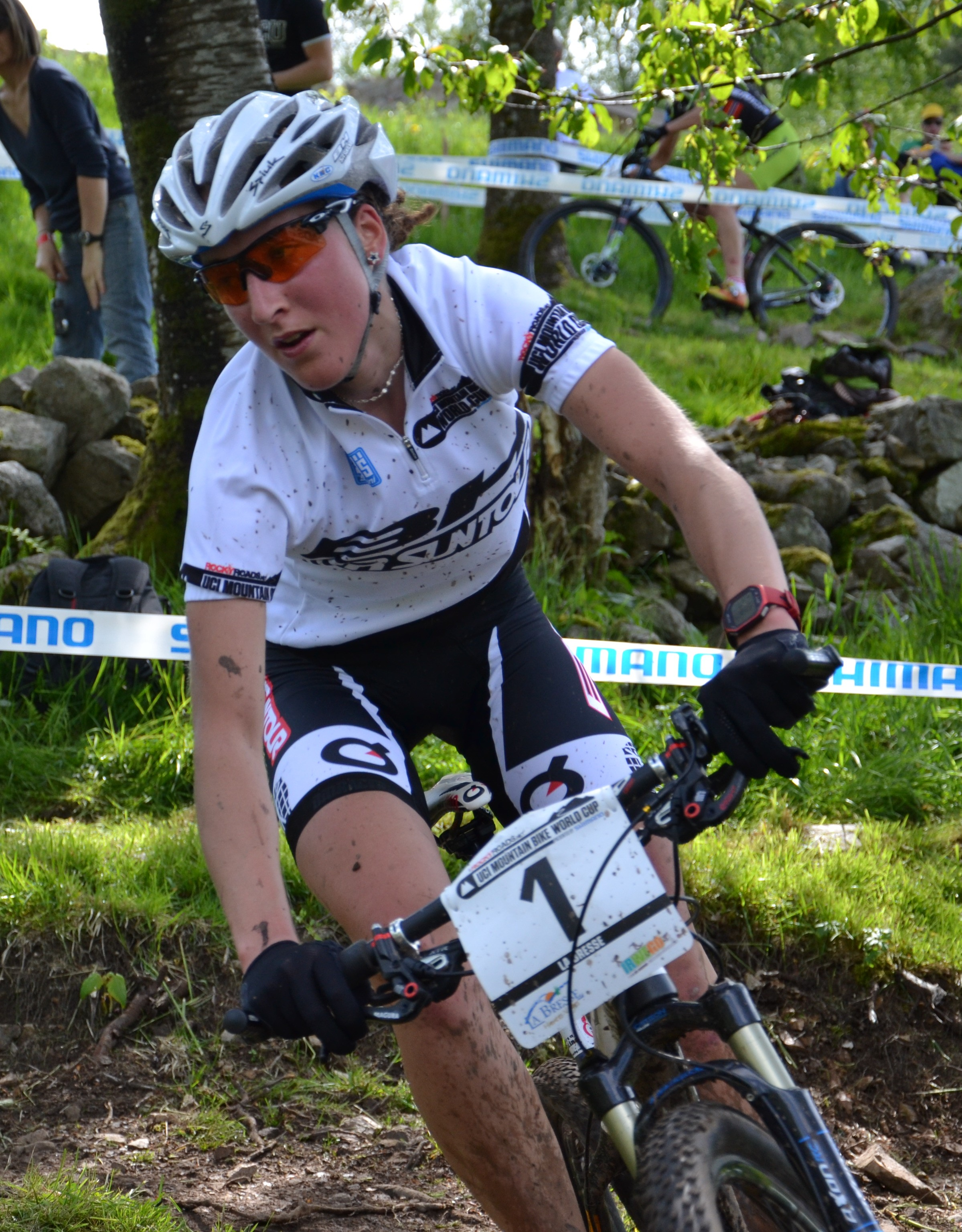
4e manche de la coupe du monde de VTT 2012 à La Bresse.

Julie Bresset, née le 9 juin 1989 à Saint-Brieuc, est une coureuse cycliste française spécialiste de VTT cross-country. Déjà championne du monde des moins de 23 ans, elle devient en 2012 championne olympique lors des Jeux olympiques de Londres, puis championne du monde de cette discipline. Elle conserve, un an plus tard, en 2013, ce titre mondial.

## Biographie

### Débuts
Julie Bresset naît le 9 juin 1989 à Saint-Brieuc (Côtes-d'Armor). Elle a grandi à Plœuc-sur-Lié. Elle commence le VTT à l'âge de neuf ans, après avoir pratiqué la danse et la gymnastique. Elle prend sa première licence en 1998, au club VTT Côtes-d'Armor de Hillion. Lors de sa deuxième année en catégorie cadettes, elle intègre l'équipe Breiz Mountain. Avec celle-ci, elle remporte le championnat de France junior en 2007. En 2008, Breiz Mountain devient une équipe UCI. Julie Bresset passe en catégorie espoirs et dispute ses premières manches de coupe du monde.

### Titre mondial espoir en 2011
En 2010, Julie Bresset rejoint l'équipe BH-Suntour-Peisey Vallandry. Elle s'impose lors du championnat de France de cross-country. En 2011, elle remporte trois manches de la Coupe du monde de VTT 2011. Ces victoires ainsi que trois autres podiums lui permettent de remporter le classement général de la Coupe du monde, catégorie élite. Durant la saison, elle remporte également pour la deuxième fois le championnat de France en juillet. Le mois suivant, elle gagne le championnat d'Europe de VTT espoirs et fait partie du relais mixte victorieux lors de ces mêmes championnats. Elle participe aux championnats du monde 2011 où elle remporte son premier titre mondial, l'épreuve du relais par équipes avec l'équipe de France. Le lendemain, elle devient championne du monde espoir,.

### Championne olympique et championne du monde en 2012
Julie Bresset remporte la troisième manche de la Coupe du monde 2012 disputée à Nové Město en République tchèque. Elle prend du coup la tête du classement général devant la Canadienne Catharine Pendrel. Troisième malgré deux chutes lors de la manche suivante disputée à La Bresse, Bresset conserve sa première place au classement provisoire de la Coupe du monde. Elle choisit de ne pas disputer les deux manches américaines de Windham NY et Mont Sainte-Anne pour se concentrer sur l'échéance olympique, et perd en conséquence sa place au profit de Catharine Pendrel.
Le 11 août 2012, sur le circuit de VTT d'Hadleigh Farm, dans l'Essex, Julie Bresset remporte la course des Jeux olympiques de Londres. Elle mène pratiquement toute la course, se détache, augmente progressivement son avance, et s'impose en solitaire avec 1 minute 2 secondes d'avance sur l'Allemande Sabine Spitz et 1 minute et 8 secondes sur l'Américaine Georgia Gould, devenant à 23 ans la plus jeune championne olympique de cette discipline et la première Française championne olympique de VTT. En 2016, elle n'est plus la championne olympique la plus jeune puisque Jenny Rissveds remporte le titre olympique à 22 ans.
Le 8 septembre 2012, elle remporte le titre de championne du monde de VTT cross-country aux championnats du monde de Saalfelden. La Française passe en tête de l'épreuve durant le premier tour à la suite d'une chute de Sabine Spitz. Elle effectue ensuite un parcours en solitaire et s'impose avec 1 minute 47 secondes d'avance sur Gunn-Rita Dahle Flesjå. À cette occasion, elle devient la quatrième cycliste à faire la même année le doublé Jeux olympiques/Championnats du monde, après Dahle, Miguel Martinez et Julien Absalon, et la plus jeune championne du monde de cross-country.

### Deuxième titre mondial en 2013
Le 14 avril 2013, Julie Bresset est projetée au sol par une concurrente et subit une fracture à une clavicule, durant une manche de la coupe d'Allemagne à Müsingen,. Après plusieurs semaines de rétablissement, elle effectue un difficile retour à la compétition en coupe de France, puis lors de la manche de Val di Sole de la Coupe du monde de VTT 2013, en prenant la 39e place et un tour de retard. La forme revient aux Championnats d'Europe de VTT à Berne, où elle prend la 7e place.
Le 31 août 2013, Julie Bresset conserve son titre de championne du monde à Pietermaritzburg en Afrique-du-Sud, au terme d'un duel avec Maja Włoszczowska.

### Période difficile de 2014 à 2021
En 2014, elle est atteinte en cours de saison d'un burnout. Arrivant à surmonter ce syndrome, elle reprend la compétition en août en Coupe du monde par une seizième place à Mont Sainte-Anne puis à Windham. La Française ne se fixe pas d'ambition pour la saison compte tenu du burnout subi. Double tenante du titre, elle se contente d'une dixième place encourageante aux mondiaux de cross-country, à Hafjell, en Norvège.
L'année suivante, une infection virale lui fait manquer trois mois de compétition. De retour au milieu du mois d'août, elle est retenue pour les mondiaux de cross-country au début du mois de septembre. Bresset est 26e à plus de 13 minutes de la gagnante, Pauline Ferrand-Prévot. Bresset termine sa saison en gagnant le Roc d'Azur en octobre.
En 2016, une mononucléose diagnostiquée en juin a posteriori l'empêche d'être performante lors des épreuves de Coupe du monde qui sont utilisées par l'encadrement français pour établir la sélection pour les Jeux olympiques. Julie Bresset y est retenue en tant que remplaçante. Sa maladie l'amène à renoncer aux championnats du monde.
Elle annonce son retrait de la compétition pour l'année 2017 lors du Roc d'Azur 2016. En novembre 2017, elle indique que son retour à la compétition est prévue pour février 2018, avec comme objectif les Jeux olympiques de Tokyo en 2020.
Rassurée par sa rentrée en Coupe de Suisse 2019, « J'ai fini 10e, mais j'en ai bavé, dit-elle. Je manque de rythme, normal... ». 
En mars 2021, elle termine deuxième de la manche espagnole du Superprestige, derrière la pilote polonaise Maja Woszczowska. 
Julie Bresset n'est pas sélectionnée pour les JO de Tokyo organisés en 2021. 
Le 22 août 2021, elle prend la deuxième place de la manche de Coupe de France organisée aux Ménuires. Il s'agit de la dernière Coupe de France de sa carrière. 

### Retraite en 2021
Le 16 octobre 2021, à 32 ans, Julie Bresset annonce officiellement la fin de sa carrière professionnelle.

## Palmarès

### Jeux olympiques
- Londres 2012
  -  Médaillée d'or en VTT cross-country

### Championnats du monde
- Canberra 2009
  -  Médaillée de bronze du cross-country moins de 23 ans
- Champéry 2011
  -  Championne du monde du relais par équipes (avec Fabien Canal, Victor Koretzky et Maxime Marotte)
  -  Championne du monde de cross-country moins de 23 ans
- Saalfelden-Leogang 2012
  -  Championne du monde de cross-country
  -  Vice-championne du monde du relais par équipes (avec Jordan Sarrou, Victor Koretzky et Maxime Marotte)
- Pietermaritzburg 2013
  -  Championne du monde de cross-country
  -  Vice-championne du monde du relais par équipes (avec Jordan Sarrou, Raphaël Gay et Maxime Marotte)

### Coupe du monde
- Coupe du monde de cross-country (1)
  - 2009 : 31e du classement général
  - 2010 : 12e du classement général
  - 2011 : 1re du classement général, vainqueur de 3 manches
  - 2012 : 4e du classement général, vainqueur d'une manche
  - 2013 : 15e du classement général
  - 2014 : 22e du classement général
  - 2015 : 71e du classement général
  - 2016 : 50e du classement général
  - 2018 : 30e du classement général
  - 2019 : 28e du classement général
  - 2021 : 62e du classement général

### Championnats d'Europe
- 2009
  -  Médaillée de bronze du championnat d'Europe de cross-country espoirs
- 2011
  -  Championne d'Europe de cross-country espoirs
  -  Championne d'Europe du relais par équipes (avec Fabien Canal, Victor Koretzky et Maxime Marotte)

### Championnats de France
- Championne de France de cross-country (4) : 2010, 2011, 2012, 2013
- Championne de France de cross-country marathon (1) : 2015
- Championne de France de cross-country espoirs (2) : 2010, 2011
- Championne de France de cross-country juniors (1) : 2007

### Coupe de France
- 2011 : 1re du général (4 manches)
- 2012 : (2 manches)
- 2013 : 1re du général (2 manches)

### Cyclo-cross
- Championne de Bretagne de cyclo-cross en 2011

## Distinctions
- Chevalier de l'Ordre national de la Légion d'honneur(2012)[29]
- Deuxième du Vélo d'or français 2012, 2013
- Trophée du Sport  Région Bretagne - sportive de l’année :  2011 , 2012
- Sportive de l'Ouest : 2012
- Élue athlète féminine VTT 2012 par les lecteurs du site cyclingnews
- UEC Hall of Fame[30]